# Ngăn xếp

Lược đồ một ngăn xếp

Trong khoa học máy tính, một ngăn xếp (còn gọi là bộ xếp chồng, tiếng Anh: stack) là một cấu trúc dữ liệu trừu tượng hoạt động theo nguyên lý "vào sau ra trước" (Last In First Out (LIFO). 
Ngăn xếp còn được triển khai với mô hình vô cùng nổi tiếng đó chính là danh sách liên kết đơn.

## Thuật ngữ
Thông thường, các thuật ngữ được sử dụng trong một mô hình ngăn xếp như sau:
- Stack: Một ngăn xếp.
- Push: Thêm một dữ liệu vào ngăn xếp.
- Pop: Bỏ ra một dữ liệu khỏi ngăn xếp, không xóa hoàn toàn.

## Kiểu dữ liệu trừu tượng ngăn xếp
Một ngăn xếp là một cấu trúc dữ liệu dạng thùng chứa (container) của các phần tử (thường gọi là các nút (node)) và có hai phép toán cơ bản: push and pop. Push bổ sung một phần tử vào đỉnh (top) của ngăn xếp, nghĩa là sau các phần tử đã có trong ngăn xếp. Pop giải phóng và trả về phần tử đang đứng ở đỉnh của ngăn xếp. 
Trong stack, các đối tượng có thể được thêm vào stack bất kỳ lúc nào nhưng chỉ có đối tượng thêm vào sau cùng mới được phép lấy ra khỏi stack.
Ngoài ra, stack cũng hỗ trợ một số thao tác khác như:
- isEmpty(): Kiểm tra xem stack có rỗng không.
- Top(): Trả về giá trị của phần tử nằm ở đầu stack mà không hủy nó khỏi stack. Nếu stack rỗng thì lỗi sẽ xảy ra.

### Các phép toán
Trong ngôn ngữ máy tính hiện nay, một ngăn xếp thường được dùng với các phép toán "push" và "pop". Độ dài (số phần tử) của ngăn xếp cũng là một tham số cần thiết của nó. Đôi khi cần tới một phép toán chỉ cần lấy giá trị của phần từ trên đỉnh ngăn xếp mà không xóa nó khỏi ngăn xếp (peak).
Sau đây là đoạn mã giả để bổ sung, loại bỏ, tính độ dài, và lấy giá trị phần tử ở đỉnh của ngăn xếp.
```
record
 
Node
 {
  data 
// Dữ liệu được lưu trữ trong một nút

  next 
// Tham chiếu đến nút tiếp theo, ở nút cuối cùng nó là null (rỗng).

}
```

```
record
 
Stack
 {
  
Node
 stackPointer  
// trỏ đến nút đầu tiên, trả về giá trị null khi ngăn xếp rỗng.

}
```

```
function
 push(
Stack
 stack, 
Node
 newNode) { 
// thêm dữ liệu vào ngăn xếp

  newNode.next:= Stack.stackPointer
  stack.stackPointer:= newNode
}
```

```
function
 pop(
Stack
 stack) { 
// increase the stack pointer and return 'top' node

  
// You could check if stack.stackPointer is null here.

  
// If so, you may wish to error, citing the stack underflow.

  node:= stack.stackPointer
  stack.stackPointer:= stack.stackPointer.next
  
return
 node
}
```

```
function
 peak(
Stack
 stack) { 
// return 'top' node

  
return
 stack.stackPointer
}
```

```
function
 length(
Stack
 stack) { 
// return the amount of nodes in the stack

  length:= 0
  node:= stack.stackPointer
  
while
 node not null {
    length:= length + 1
    node:= node.next
  }
  
return
 length
}
```

## Ứng dụng
Ngăn xếp có nhiều ứng dụng trong khoa học máy tính.

### Tính cácbiểu thức đại số
Ví dụ: Tính biểu thức 
((1 + 2) * 4) + 3
Trước hết viết biểu thức theo hậu thứ tự:
1 2 + 4 * 3 +
Khi tính một biểu thức ta dùng một ngăn xếp để cất dữ liệu trung gian như sau: Đọc từ trái sang phải mỗi lần một phần tử: 
- nếu gặp một toán hạng (biến hoặc hằng), đặt (push) toán hạng đó vào ngăn xếp;
- nếu gặp một toán tử, lấy (pop) hai phần tử trên đỉnh ngăn xếp ra, thực hiện phép toán và đặt (push) lại kết quả vào ngăn xếp.

| Input | Phép toán                          | Ngăn xếp |
| ----- | ---------------------------------- | -------- |
| 1     | Push(1)                            | 1        |
| 2     | Push(2)                            | 1, 2     |
| +     | Pop(2), Pop(1), 1+2=3; Push(3)     | 3        |
| 4     | Push(4)                            | 3, 4     |
| *     | Pop(4), Pop(3), 3*4=12; Push(12)   | 12       |
| 3     | Push(3)                            | 12, 3    |
| +     | Pop(3), Pop(12), 12+3=15; Push(15) | 15       |

Kết quả 15 đặt ở đỉnh của ngăn xếp khi tính xong.